# An Alpine Echo
An Alpine Echo (o An Alpine Echo; or, The Symphony of a Swiss Music Box) è un cortometraggio muto del 1909.

## Trama
Innamorati fin da bambini, quando entrambi vivevano in Svizzera, un uomo e una donna si incontrano dopo molti anni in America.

## Produzione
Il film fu prodotto dalla Vitagraph Company of America.

## Distribuzione
Distribuito dalla Vitagraph Company of America, il film - un cortometraggio in una bobina - uscì nelle sale cinematografiche statunitensi l'11 settembre 1909.